# Roeland Wiesnekker
Roeland Wiesnekker (25 novembre 1967 à Berne) est un acteur néerlando-suisse.

## Biographie
Wiesnekker a grandi dans une famille de musiciens. Il a pratiqué de nombreux instruments, mais il adorait Charlie Chaplin et voulait devenir un acteur. À l’âge de 15 ans, il a commencé un apprentissage de cuisinier, ce qui ne lui a pas plu. Son hobby étant le sport, il a voulu devenir professeur de sport. Mais il a commencé à travailler dans un hôpital. Il a vite réalisé que ce métier ne lui convenait pas non plus. Il a travaillé dans une soupe populaire. Après, il est devenu acteur.
Il a fréquenté l’académie d’acteurs à Zurich. Bientôt, il a eu des rôles au « Schauspielhaus Bochum ». En 1990, il a été nommé pour le prix « Deutscher Nachwuchsschauspieler des Jahres ». Wiesnekker est retourné à Zurich – bien qu’il aurait pu aller à l’étranger. À Zurich, il a, par exemple, participé à Der Menschenfeind. 
Premier rôle de film : 1989, Karl, un court-métrage. 1991, Euroflics (Eurocops) avec Barbara Rudnik (Regie: Markus Imboden). À l'été 2003, il a commencé à jouer dans le Sitcom Lüthi und Blanc. En 2005, Wiesnekker a reçu le « Schweizer Filmpreis als Bester Hauptdarsteller » (pour Herbert Strähl dans Strähl). 
Wiesnekker parle allemand, suisse allemand, hollandais, anglais, français. Il aime apprendre ses textes dans des bars bondés.

## Filmographie

### Télévision

#### Téléfilms
- 1998 : Der Menschenfeind
- 2000 : Wolfsheim : Police Officer Schmitz
- 2000 : Hat er Arbeit? : Björn
- 2002 : Dilemma : Reporter
- 2002 : Cœurs enflammés
- 2003 : L'hiver des enfants : Albrecht
- 2004 : Ich werde immer bei euch sein : Mann von der Verkehrsüberwachung
- 2007 : Der falsche Tod : Sascha Ziemann
- 2007 : Nebenwirkungen : Dänu Wechsler
- 2007 : Tarragone, du paradis à l'enfer : Hans Bach
- 2009 : Mörder auf Amrum : Vitja Kerensky
- 2010 : Der letzte Weynfeldt : Rolf Strasser
- 2011 : Tod am Engelstein : Micha Weidinger
- 2011 : Le Chinois : Jan Andrén
- 2011 : Ich habe es Dir nie erzählt : Andi Jannings
- 2011 : Marie Brand und der Moment des Todes : Klaus Murau
- 2012 : Tsunami - Das Leben danach : Burkhard Cramer
- 2013 : Mörderische Jagd : Maier

#### Séries télévisées
- 2007 - 2008 : Dr. Psycho - Die Bösen, die Bullen, meine Frau und ich (plusieurs épisodes) : Victor 'Wickie' Kellinghoff
- 2009 : Nachtschicht (saison 1, épisode 23 : Wir sind die Polizei) : Freddy Kunkel
- 2012 : Das Duo (saison 1, épisode 23 : Lovergirl) : Arne Feddersen
- 2003 : Vice Squad (saison 1, épisode 7 : Amours interdites) : Phillip Santer
  - saison 1, épisode 841 : Fette Hunde : Sebastian Brandt
  - saison 1, épisode 776 : Der Schrei : Peter Fichter
  - saison 1, épisode 739 : Mit ruhiger Hand : Prof. Julius Gann
  - saison 1, épisode 617 : Schneetreiben : Kris Stanislas
- 2005 - 2012 : Tatort :
  - saison 1, épisode 4 : Unter Brüdern
  - saison 1, épisode 3 : Gerechtigkeit
  - saison 1, épisode 2 : Väter und Söhne
  - saison 1, épisode 1 : Verraten und vergessen
- 2006 : Blackout - Die Erinnerung ist tödlich : Boris Schenker
- 2012 : Stubbe - Von Fall zu Fall (saison 1, épisode 45 : Alte Freunde) : Tobias Linde
- 2013 : IK 1 - Touristen in Gefahr (saison 1, épisode 3 : Laos) : Robert Aweiler
- 2013 : Un cas pour deux (saison 32, épisode 5 : Schöner Sterben) : Martin Erler
- 2013 : Kommissarin Lucas (saison 1, épisode 18 : Lovergirl) : Viktor Gheorghi
  - saison 1, épisode 8 : Fire, Water, Burn
  - saison 1, épisode 7 : Ein Pflaster macht noch keine Narbe
  - saison 1, épisode 1 : Cityburger vs. Landleben
- 2013 : Doc Meets Dorf : Herr Eigendorfer
  - saison 1, épisode 2 : Teil 2
  - saison 1, épisode 1 : Eine Wunde für Tilla
- 2014 : Die Pilgerin : Ambros (mini-série) (post-production)

### Cinéma
- 1991 : Anna Göldin, letzte Hexe
- 1991 : Pour toujours et à tout jamais (Immer & ewig) de Samir : Alex
- 1991 : Karl : Karl
- 1993 : Justice : Barkeeper at the Cafe
- 1994 : Le Pandore : Reporter Flury
- 1995 : Der Nebelläufer
- 1996 : Katzendiebe
- 1996 : Erhöhte Waldbrandgefahr
- 1997 : Die zweite Hand (Short) : Paramedic Driver
- 2000 : Komiker : Hölländischer Pfleger
- 2001 : Amour secret : Egli
- 2002 : 666 - Traue keinem, mit dem Du schläfst! : Sänger Karl
- 2004 : Strähl : Strähl
- 2004 : Bad News (Short) : Heinz Suter
- 2006 : Eden : Frank
- 2007 : Breakout : Schleier
- 2007 : Auf der Strecke (Short)
- 2007 : Une avalanche de cadeaux : Andi
- 2009 : Der Fürsorger : Hans-Peter Stalder
- 2010 : Il était une fois un meurtre : Karl Weghamm
- 2010 : Sommervögel
- 2012 : Tue-moi : Timo
- 2012 : Dead Fucking Last : Fat Frank
- 2013 : Clara und das Geheimnis der Bären : Jon
- 2013 : 3096 Tage : Natascha's Father
- 2013 : Sitting Next to Zoe : Uwe
- 2014 : Nebenwege (completed) : Richard Beller
- 2014 : Der Bau

## Théâtre
- 2002 : Heinrich IV (Regie: Stefan Pucher), Schauspielhaus Zürich
- 2004 : Clockwork Orange (Regie: Michel Schröder), Fabriktheater Zürich
- 2004 : Nur noch heute (Regie: Barbara David Brüesch), Theater Gessnerallee Zürich und Sophiensäle Berlin